# Josh Friedman

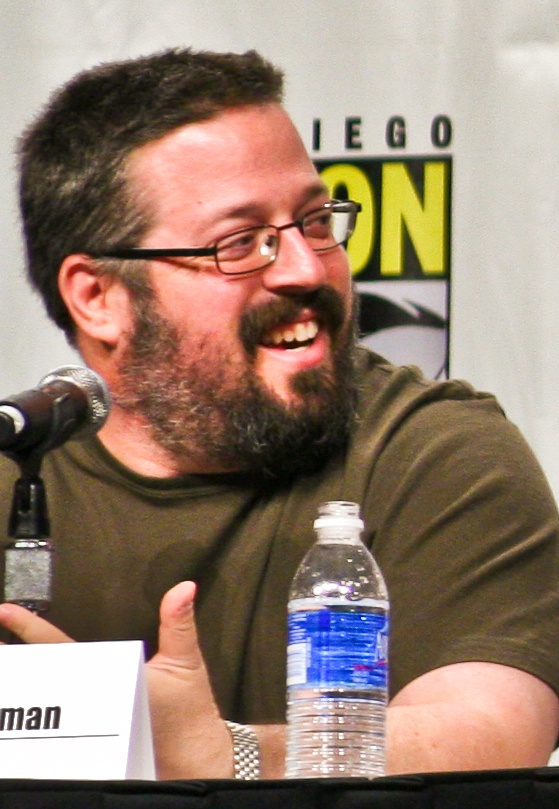
Josh Friedman

Josh Friedman (* 1967) ist ein US-amerikanischer Drehbuchautor und TV-Produzent.

## Leben
Josh Friedman ist seit Mitte der 1990er Jahre im kreativen Bereich der Drehbucherstellung tätig. Die Fernsehserien Terminator: The Sarah Connor Chronicles (2008–2009) und Emerald City – Die dunkle Welt von Oz (2017) basieren auf seinen Ideen und wurden von ihm auch als Executive Producer betreut. Gemeinsam mit David S. Goyer entwickelte er die im Herbst 2021 angelaufene Serie Foundation. Diese basiert auf der gleichnamigen Buchreihe von Isaac Asimov.
Friedman war auch an der Entwicklung der Serie Snowpiercer beteiligt, wurde aber nach der Produktion eines Pilotfilms entlassen.
Ende Juni 2023 wurde Friedman Mitglied der Academy of Motion Picture Arts and Sciences.

## Filmografie (Auswahl)
- 1996: Außer Kontrolle (Chain Reaction)
- 2005: Krieg der Welten (War of the Worlds)
- 2006: The Black Dahlia
- 2008–2009: Terminator: The Sarah Connor Chronicles (Fernsehserie, Schöpfer, Drehbuch von 4 Folgen)
- 2012: The Finder (Fernsehserie, Folge 1x09)
- 2014: Crossbones (Fernsehserie, Folge 1x06)
- 2017: Emerald City – Die dunkle Welt von Oz (Emerald City, Fernsehserie, Schöpfer, Drehbuch von 2 Folgen)
- 2020–2024: Snowpiercer (Fernsehserie, Schöpfer)
- seit 2021: Foundation (Fernsehserie, Schöpfer)
- 2022: Avatar: The Way of Water
- 2024: Planet der Affen: New Kingdom (Kingdom of the Planet of the Apes)
- 2025: The Fantastic Four: First Steps